# Cameron Tringale

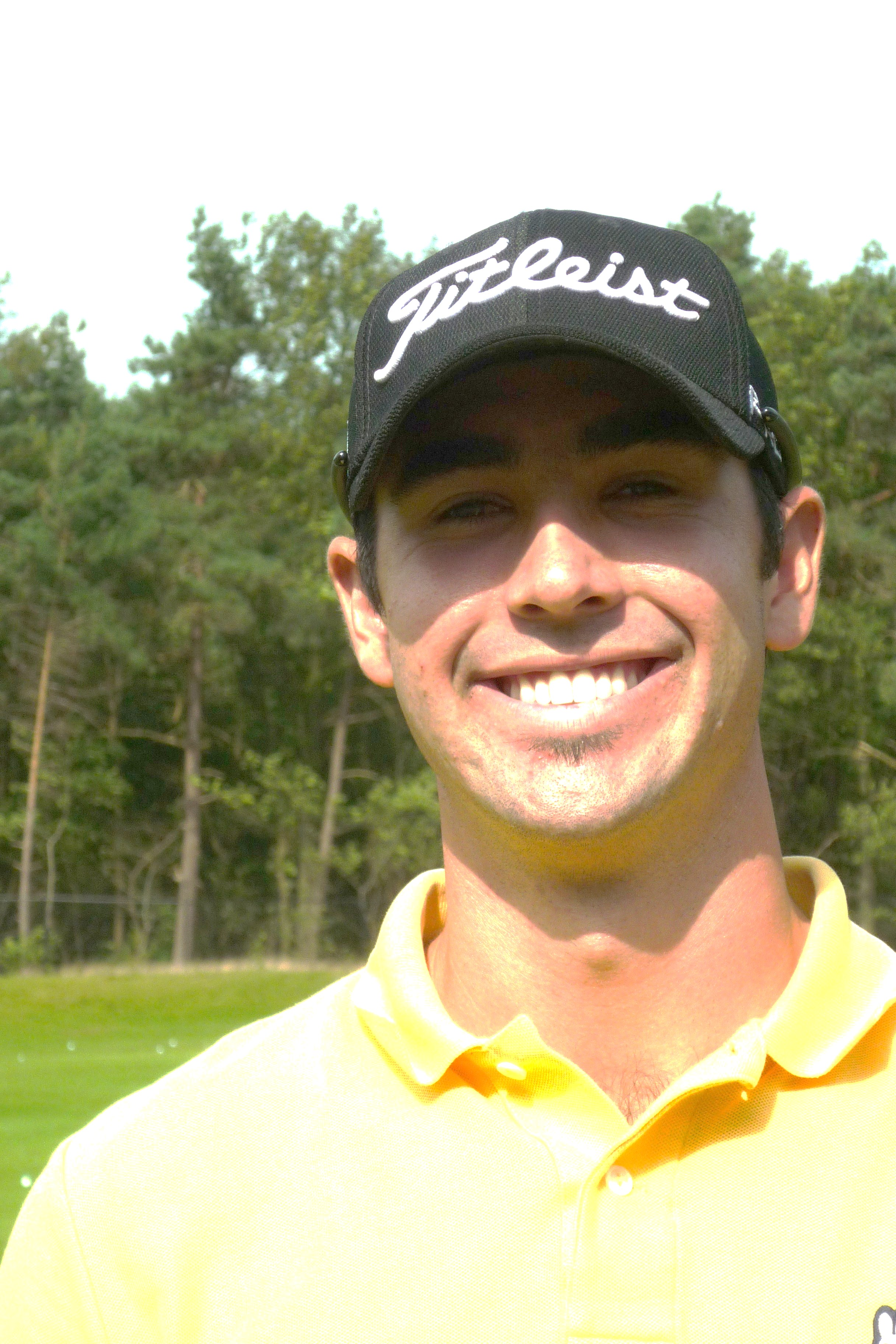
KLM Open 2010.

Cameron Tringale (Mission Viejo, 24 augustus 1987) is een Amerikaans professioneel golfer uit Los Angeles.
Tringale ging naar de Mission Viejo High School en studerde daarna aan de Georgia Institute of Technology, waar hij in het universiteitsteam speelde.

## Amateur
Als amateur ging Tringale eind 2009 naar de Tourschool waar hij zijn spelerskaart voor de Amerikaanse PGA Tour haalde door op de 19e plaats te eindigen. Dit was ook het moment dat hij besloot professional te worden.

### Teams
- Palmer Cup: 2009
- Walker Cup: 2009 (winnaars)

## Professional
Na zijn rookiejaar op de Amerikaanse Tour kwalificeerde Tringale zich echter niet voor 2011. In 2010 kwalificeerde hij zich wel voor het US Open. Via Daan Slooter kreeg hij een wildcard om op het KLM Open te spelen. Hij haalde de cut. Hij gaat niet naar de Europese Tourschool maar wil in de Verenigde Staten blijven spelen.